# فینال جام باشگاه‌های اروپا ۱۹۸۷
فینال جام باشگاه‌های اروپا ۱۹۸۷، رقابت پایانی جام باشگاه‌های اروپا در سال ۱۹۸۷ میلادی است که مابین دو تیم باشگاه فوتبال پورتو و بایرن مونیخ در ورزشگاه ارنست هاپل، وین برگزار شده‌است.
این مسابقه که در تاریخ ۲۷ مه ۱۹۸۷ انجام شده‌است با نتیجه ۲ بر ۱ به سود تیم باشگاه فوتبال پورتو به پایان رسید.